# Джордаан, Джон Руитер
Джон Руитер Джордаан (31 июля 1905 Машишинг) — южноафриканский дипломат.

## Биография
- 1943, 1944 и 1945 он был делегатом на конференциях Администрации помощи и восстановления Объединенных Наций.
- С 25 апреля 1945 года по 26 июня 1945 года он был делегатом на Конференции Организации Объединенных Наций по созданию международной организации.
- 1946 oн был делегатом на Парижской мирной конференции.
- С 1 января 1949 по 18 мая 1949 год он был заместителем постоянного представителя следующей Генеральной Ассамблеи Организации Объединенных Наций в Озеро Успех, Нью-Йорк[англ.], Флашинг-Медоус — Корона-парк, Штаб-квартира ООН (Нью-Йорк) для Союза Южной Африки.[1]
- В 1956 году он был поверенным в делах Высокой комиссии Южной Африки в Лондоне.[2]
- Из 7 ноября 1956 г. по 9 января 1959 года он был Верховный комиссар (Commonwealth) в Оттаве.
- С 9 января 1959 года по 1960 год он был послом в Брюсселе.[3]
- 7 января 1961 года он был назначен послом в Париж, где он был аккредитован на 27 января 1961 по 27 августа 1964-м
- С 27 августа 1964 по 1966 год он был государственным секретарем в министерстве иностранных дел в Претории.[4]